# Crawler-Transporter

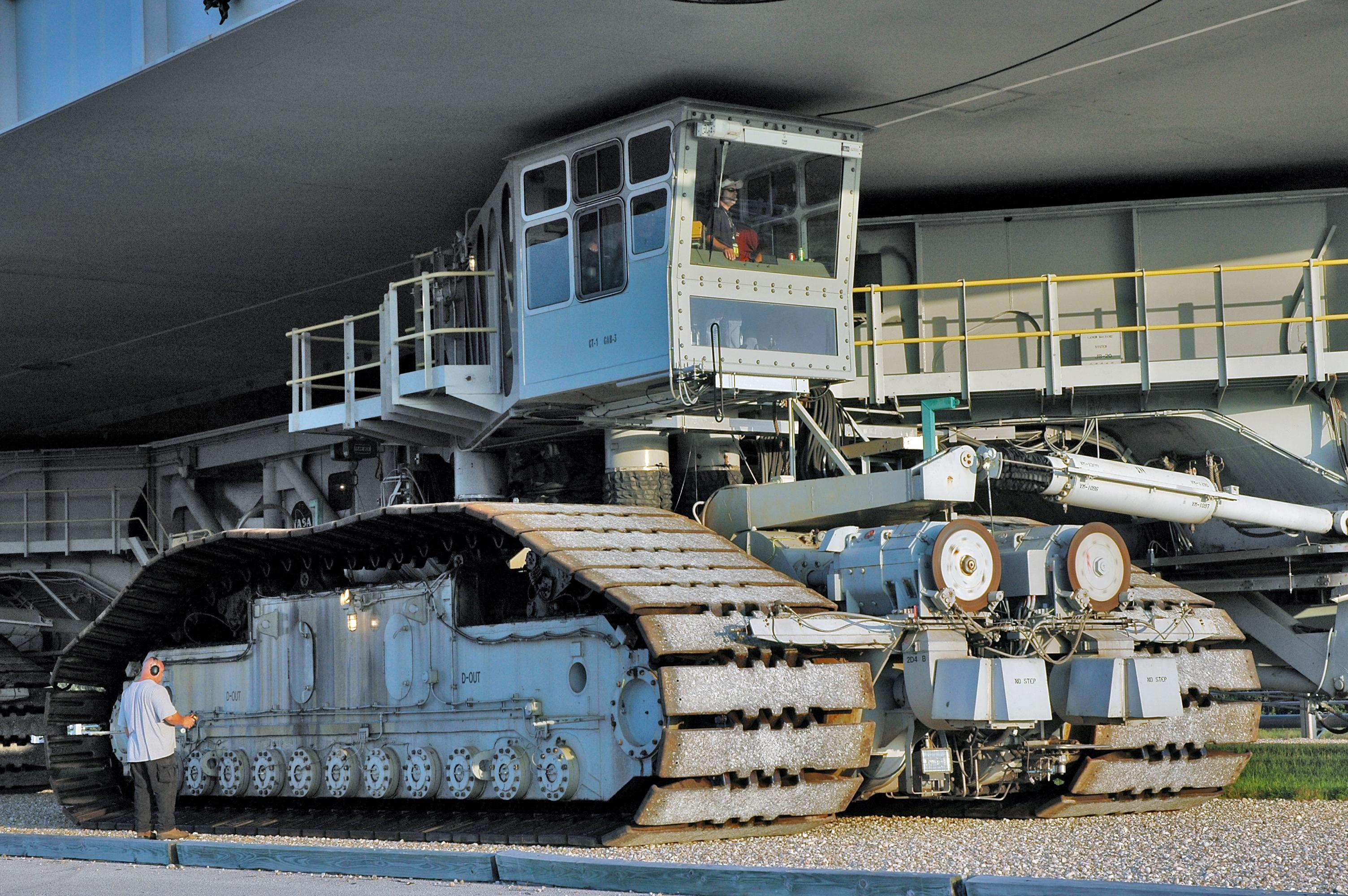
Detail přední kabiny crawler-transporteru během převážní raketoplánu Discovery k misi STS-114

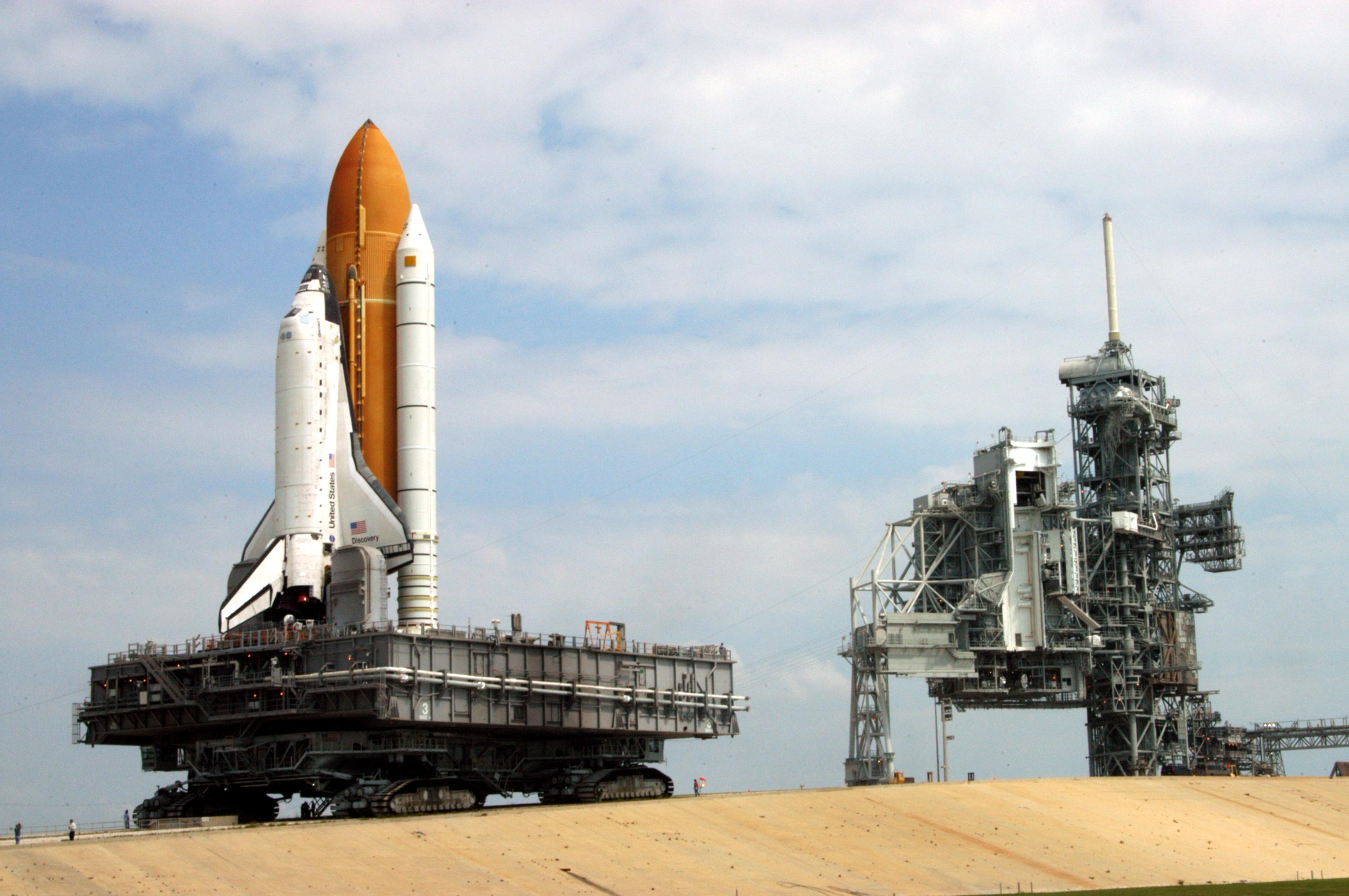
Crawler-transporter převáží raketoplán Discovery na rampu 39B

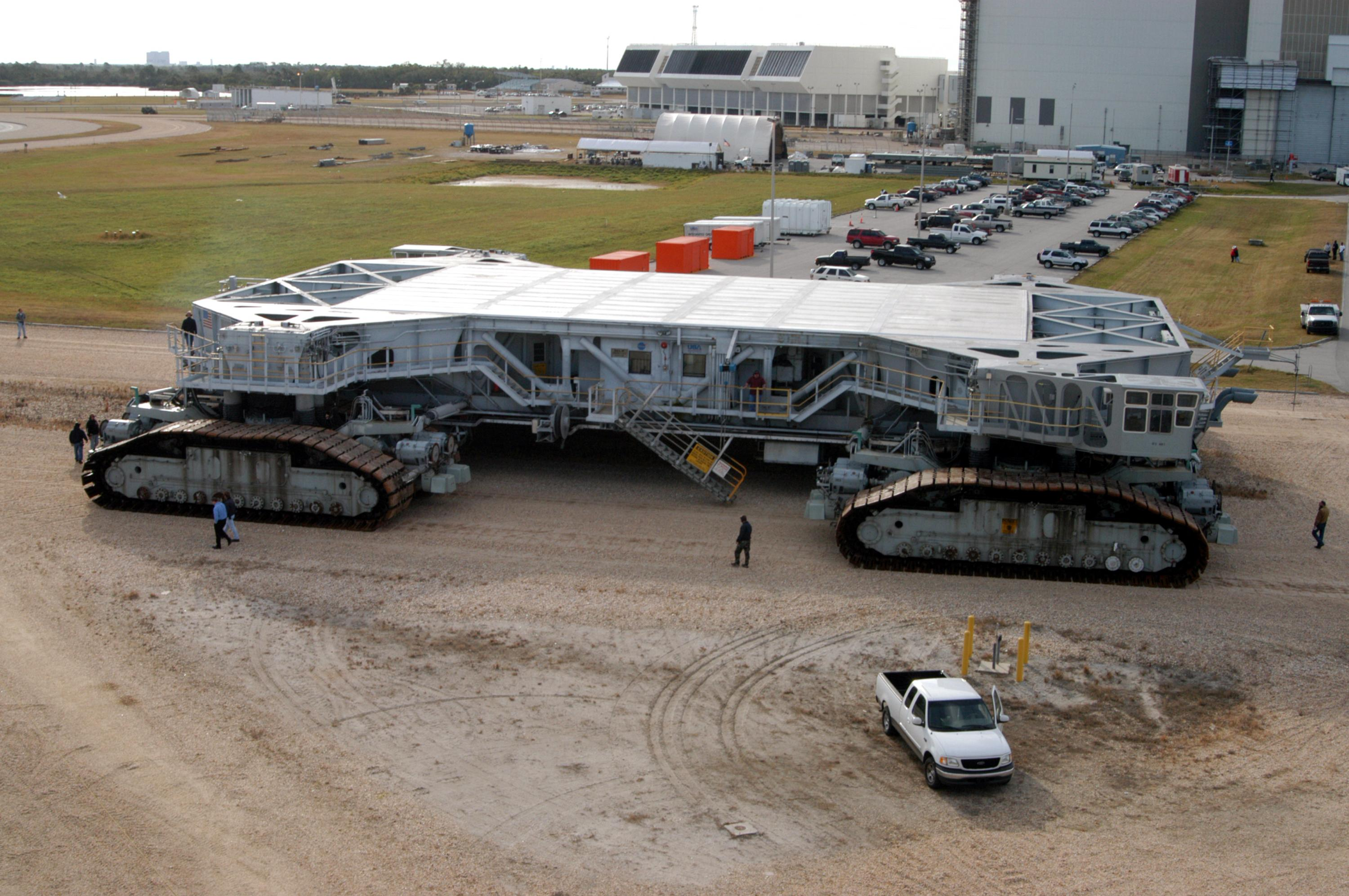
Crawler-transporter #2 ("Franz") v prosinci 2004 během testovací jízdy

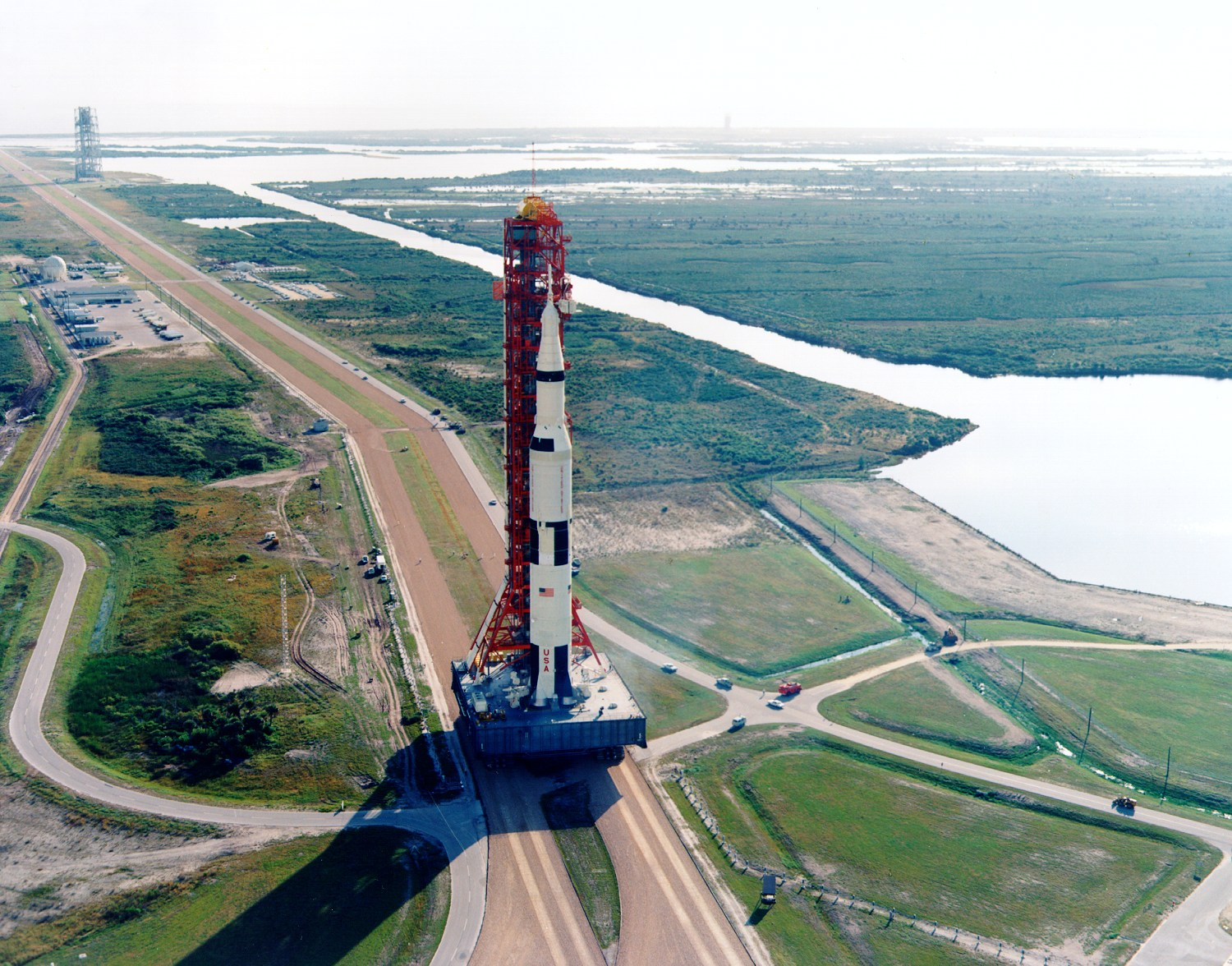
Saturn V pro Apollo 8 v průběhu přesunu na startovací rampu

Crawler-transporter je pásové vozidlo, které NASA používala k transportu raket Saturn V a Saturn IB během programů Skylab a Apollo-Sojuz a dále k přepravě raketoplánu z montážní haly Vehicle Assembly Building na odpalovací rampu 39. Transportéry přepravovaly nejen raketoplány, ale celou i pojízdnou odpalovací plošinu.
Dva pásové transportéry byly navrženy společností Bucyrus International a postaveny společností Marion Power Shovel. Každý z nich stál 14 milionů USD. V době svého vzniku to byla největší pásová vozidla na světě. Nyní drží tento primát německé rypadlo Bagger 288. Crawler-transportéry však zůstávají největší co se týká pásových vozidel s vlastním pohonem.

## Popis
Jedno vozidlo váží 2 721 tun a má osm pásů, dva na každém rohu. Každý pás se skládá z 57 částí a každá z částí váží 900 kg. Vozidlo má rozměry 40 x 35 metrů. Výška může být variabilní od 6 do 8 metrů a každá strana může být zvýšena, nebo snížena, nezávisle na ostatních.
Crawler je řízen z dvou kabin, umístěných vpředu a vzadu na vozidle. Nejvyšší rychlost vozidla je 1,6 km/h naložený, nebo 3 km/h prázdný. Vozidlo musí ujet s raketoplánem vzdálenost 5,6 km, průměrná doba, za kterou crawler převeze raketoplán na odpalovací rampu, je 5 hodin. Pohon tvoří 16 trakčních motorů, poháněných čtyřmi 1000 kW generátory. Dva dieselové motory, které pohánějí tyto generátory, mají výkon 2 750 hp (2 050 kW). Palivová nádrž má objem 19 m³, spotřeba činí 350 l/km.
Kennedyho vesmírné centrum využívalo dva identické crawlery od jejich dodání v roce 1965. Zatím vozidla urazila přes 4000 km.
Po ukončení programu raketoplánů měly transportéry přepravovat rakety Ares I a Ares V programu Constellation, avšak po jeho zrušení budou pravděpodobně použity k přepravě rakety Space Launch System.